# Elk Point (Canada)
Elk Point è un comune del Canada, (town)  , situato in Alberta, nella divisione No. 12.